# Кулко рольніче

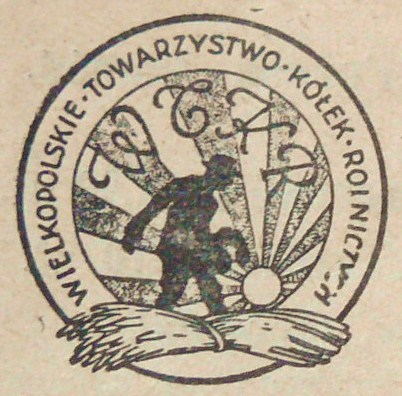
Великопольське товариство сільськогосподарських гуртків - логотип 1929 року.

Кулко рольніче (пол. Kółko rolnicze) — добровільні соціально-економічні організації фермерів, що працюють над збільшенням та вдосконаленням сільськогосподарського виробництва. Деякі з них створювали кооперативи сільськогосподарських гуртків (СКР), управляючи землею або пропонуючи послуги в галузі механізації сільського господарства.
Перші сільськогосподарські гуртки в Польщі були створені в 1862 р. У Пясечно  біля Гнєва та в 1866 році. У Дольську поблизу Шрему. Вони розвивались у міжвоєнний період .
У Народній Республіці Польща влада розглядала їх як інструмент соціалістичної відбудови села, колективізації та реалізації принципів соціалістичної демократії на селі. Після 1944 р. Їх захопив Селянський союз самодопомоги, відроджений після 1956 року, А з 1959 року Їх примусово приєднали до Центральної спілки сільськогосподарських гуртків.
Починаючи з 1975 року, вони разом із Асоціаціями сільських домогосподарок та професійними сільськогосподарськими організаціями утворюють Національну спілку фермерів, гуртків та сільськогосподарських організацій (KZRKiOR).